# Хорнет (тауншип, Миннесота)
Хорнет (англ. Hornet) — тауншип в округе Белтрами, Миннесота, США. На 2000 год его население составило 227 человек.

## География
По данным Бюро переписи населения США площадь тауншипа составляет 92,8 км², из которых 92,7 км² занимает суша, а 0,1 км² — вода (0,11 %).

## Демография
По данным переписи населения 2000 года здесь находились 227 человек, 80 домохозяйств и 64 семьи.  Плотность населения —  2,4 чел./км².  На территории тауншипа расположено 106 построек со средней плотностью 1,1 построек на один квадратный километр. Расовый состав населения: 93,83 % белых, 1,32 % коренных американцев, 0,44 % азиатов и 4,41 % приходится на две или более других рас. Испанцы или латиноамериканцы любой расы составляли 1,32 % от популяции тауншипа.
Из 80 домохозяйств в 38,8 % воспитывались дети до 18 лет, в 63,8 % проживали супружеские пары, в 12,5 % проживали незамужние женщины и в 20,0 % домохозяйств проживали несемейные люди. 13,8 % домохозяйств состояли из одного человека, при том 3,8 % из — одиноких пожилых людей старше 65 лет. Средний размер домохозяйства — 2,84, а семьи — 3,11 человека.
29,5 % населения — младше 18 лет, 8,4 % — в возрасте от 18 до 24 лет, 20,7 % — от 25 до 44, 31,3 % — от 45 до 64, и 10,1 % — старше 65 лет. Средний возраст — 36 лет. На каждые 100 женщин приходилось 120,4 мужчин.  На каждые 100 женщин старше 18 приходилось 110,5 мужчин.
Средний годовой доход домохозяйства составлял 36 250 долларов, а средний годовой доход семьи —  39 167 долларов. Средний доход мужчин —  26 667  долларов, в то время как у женщин — 21 786. Доход на душу населения составил 14 578 долларов. За чертой бедности находились 15,7 % семей и 22,6 % всего населения тауншипа, из которых 29,7 % младше 18 и 7,4 % старше 65 лет.